# Miss Mundo 2016
Miss Mundo 2016 fue la 66.ª edición de Miss Mundo. Se llevó a cabo el 18 de diciembre de 2016 en el MGM National Harbor en Maryland, justo al sur de la ciudad de Washington D. C., capital de Estados Unidos, siendo la segunda vez en la historia que dicha nación recibió el certamen. Candidatas de 117 países y territorios autónomos compitieron por el título. Al final del evento Mireia Lalaguna, Miss Mundo 2015 de España, coronó a Stephanie Del Valle, de Puerto Rico, como su sucesora.

## Resultados
| Resultado                 | Candidata |
| ------------------------- | --- |
| Miss Mundo 2016           | - Puerto Rico - Stephanie Del Valle |
| Primera finalista         | - República Dominicana - Yaritza Reyes |
| Segunda finalista         | - Indonesia - Natasha Mannuela |
| Finalistas (Top 5)        | - Filipinas - Catriona Gray - Kenia - Evelyn Njambi |
| Semifinalistas (Top 11)   | - Bélgica - Lenty Frans - Brasil - Beatrice da Fontoura - China - Jing Kong - Corea del Sur - Myriam Hyun Wang - Estados Unidos - Audra Mari - Mongolia - Bayartsetseg Altangerel §                                                                                         |
| Cuartofinalistas (Top 20) | - Australia - Madeline Cowe - Eslovaquia - Kristína Činčurová - Francia - Morgane Edvige - Ghana - Antoinette Kemavor - Hungría - Tímea Gelencsér - India - Priyadarshini Chatterjee - Islas Cook - Natalia Short - Japón - Priyanka Yoshikawa - Tailandia - Jinnita Buddee |

- § Votada por el público de todo el mundo vía internet.

### Reinas Continentales
| Continente | Candidata                              |
| ---------- | -------------------------------------- |
| África     | - Kenia - Evelyn Njambi                |
| América    | - Estados Unidos - Audra Mari          |
| Asia       | - Indonesia - Natasha Mannuela         |
| Caribe     | - República Dominicana - Yaritza Reyes |
| Europa     | - Bélgica - Lenty Frans                |
| Oceanía    | - Australia - Madeline Cowe            |

## Historia

### Sede
El certamen se llevó a cabo en la ciudad de Washington D. C. entre el 26 de noviembre y 18 de diciembre. Durante la competencia las participantes se enfrentaron a varias pruebas clasificatorias y entrevistas, que determinaron el paso a semifinales, a conocerse en la noche final.

## Áreas de competencia

### Final
La noche final fue transmitida en vivo a más de 200 países y territorios desde el MGM National Harbor, Maryland, Estados Unidos, el 18 de diciembre de 2016. 
El grupo de 20 cuartofinalistas se dio a conocer durante la competencia final.
Este grupo estuvo conformado de la siguiente manera:
- La Organización Miss Mundo otorgó quince lugares a aquellas candidatas que, a consideración su organización y personal, fueron una buena opción para coronarse como ganadora, basándose en su desempeño en la entrevista con el jurado preliminar, actividades durante el concurso y apreciación personal de sus miembros.
- Los cinco restantes fueron ocupados por las ganadoras de los Fast Track: Belleza con propósito, Talento, Top Model, Multimedia y la más votada a través de la aplicación móvil People's Choice Award.

- Las 20 cuartofinalistas fueron evaluadas por el jurado final, dónde salieron de la competencia nueve de ellas.
- Las once que continuaron (semifinalistas) ofrecieron una entrevista pregrabada sobre sus labores como titulares nacionales, dónde seis más fueron eliminadas del concurso.
- Las cinco restantes (finalistas) se sometieron a una pregunta final por parte del jurado calificador. Así, se determinó entonces las posiciones finales y a la ganadora, Miss Mundo 2016.

#### Jurado final
Los miembros del jurado que evaluaron a las semifinalistas y finalistas y eligieron a Miss Mundo 2016, fueron:
- Julia Morley, presidenta de la organización Miss Mundo.
- Mike Dixon, director musical.
- Ken Warwick, modelo, productor ejecutivo de Miss Mundo.
- Andrew Minarik, miembro del equipo Miss World Hair & Beauty.
- Liliana Tanoesoedibjo, directora nacional de Miss Indonesia.
- Donna Walsh, bailarina profesional.
- Wilnelia Merced, Miss Mundo 1975, de Puerto Rico.
- Linda Pétursdóttir, Miss Mundo 1988, de Islandia.
- Azra Akın, Miss Mundo 2002, de Turquía.
- Ksenia Sukhinova, Miss Mundo 2008, de Rusia.
- Carina Tyrrell, Miss Inglaterra 2014.

## Eventos y retos

### Top Model
| Resultado Final   | Candidata                                          |
| ----------------- | -------------------------------------------------- |
| Ganadora          | - China - Jing Kong                                |
| Primera finalista | - Indonesia - Natasha Manuella                     |
| Segunda finalista | - República Dominicana - Yaritza Reyes             |
| Top 5             | - Francia - Morgane Edvige - Kenia - Evelyn Thungu |

### Miss Multimedia
| Resultado Final | Candidata                   |
| --------------- | --------------------------- |
| Ganadora        | - Filipinas - Catriona Gray |

### Miss Mundo Deportes & Fitness
Las 24 participantes representaron a sus equipos y compitieron entre ellas mismos, para convertirse en la campeona de Miss Mundo Deportes, cuya final se llevó a cabo el lunes 12 de diciembre, cuya ganadora fue Natalia Short de Islas Cook, por ende entrará automáticamente entre las 20 mejores finalistas para la gala final del certamen.
| Resultado Final   | Candidata |
| ----------------- | --- |
| Ganadora          | - Islas Cook - Natalia Short |
| Primera finalista | - Croacia - Angélica Zacchigna |
| Segunda finalista | - Malta - Anthea Zammit |
| Top 24            | Equipo Rojo: - Australia - Madeline Cowe - Escocia - Lucy Kerr - Estados Unidos - Audra Mari - Gibraltar - Kayley Mifsud - Inglaterra - Elizabeth Grant - Islas Caimán - Monyque Brooks Equipo Blanco: - Austria - Dragana Stanković - Letonia - Linda Kinca - Nueva Zelanda - Karla De Beer - Panamá - Alessandra Bueno - República Checa - Natálie Kotková - República Dominicana - Yaritza Reyes - Singapur - Bhaama Padmanathan Equipo Azul: - Aruba - Lynette Do Nascimento - Bulgaria - Galina Mihaylova - Dinamarca - Helena Heuser - El Salvador - Ana Cortez Dura - Honduras - Kerelyne Campigotti - Hungría - Tímea Gelencsér - Montenegro - Katarina Keković - Uruguay - Romina Trotto |

Ganadoras por reto deportivo
| Evento Deportivo    | Ganadora (Candidata/Equipo)  |
| ------------------- | ---------------------------- |
| Atletismo           | - Malta - Anthea Zammit      |
| Salto Largo         | - Islas Cook - Natalia Short |
| Lanzamiento de Peso | - Islas Cook - Natalia Short |
| Natación            | - Venezuela - Diana Croce    |
| Relé en Equipo      | - Equipo Rojo                |

### Talento
El público de todo el mundo tuvo la oportunidad de elegir quien será la ganadora de este segmento, cuya ganadora subió al escenario a demostrar su talento en la gala final efectuado el 18 de diciembre, además de haber clasificado automáticamente a la etapa semifinal del concurso.
| Resultado Final | Candidata |
| --------------- | --- |
| Ganadora        | - Mongolia - Bayartsetseg Altangerel |
| Top 10          | - Canadá - Anastasia Lin - Chile - Antonia Figueroa - Croacia - Angélica Zacchigna - Filipinas - Catriona Gray - Hungría - Tímea Gelencsér - Letonia - Linda Kinca - Malta - Anthea Zammit - Polonia - Kaja Klimkiewicz - Ucrania - Oleksandra Kucherenko                                                                            |
| Top 21          | - Ecuador - Mirka Cabrera - Escocia - Lucy Kerr - Eslovenia - Maja Taradi - Fiyi - Pooja Priyanka - India - Priyadarshini Chatterjee - Islas Cook - Natalia Short - Puerto Rico - Stephanie Del Valle - República Checa - Natálie Kotková - Rusia - Yana Dobrovolskaya - Serbia - Katarina Šulkić - Sudáfrica - Ntandoyenkosi Kunene |

### Belleza con Propósito
| Resultado Final | Candidata                   |
| --------------- | --------------------------- |
| Ganadora        | - Indonesia - Natasha Halim |

Top 25 de Videos Semi-finalistas de Belleza con propósito
- Australia - Ayudando a niños indígenas
- Bélgica - Ayudando a niños en Camboya
- Hungría - Terapia ecuestre
- Chile - Enseñado música a niños con problemas de visión
- China - Asistiendo a una variedad de centros de cuidado+
- Colombia - Patrocinando a víctimas de violencia y desplazamiento
- Costa de Marfil – Ayudando a víctimas de Buruli enfermedad de piel
- República Dominicana -  Programa de talento para jóvenes
- Fiyi – Proyecto Qelekuro – Ayudando las víctimas de ciclón Winston
- Guadalupe – Ayudando a los mayores de edad
- Indonesia – Dreams Beyond the Dumpsite: Ayudando a los carroñeros de los basureros
- Irlanda – La Sociedad de Alzheimer de Irlanda
- Mongolia – Hermanos y Hermanas Programa de Tutoría
- Nepal – Classroom & Beyond: Proveyendo aulas para niños
- Nigeria – Ayudando a centros de educación
- Panamá – A Chance to Change: Ayudando a las mujeres
- Filipinas – Paradiso Project: creyendo escuelas para niños de los basureros
- Ruanda – Focalizando en una variedad de problemas en Ruanda
- Sierra Leona – Ayudando a los huérfanos del virus ébola
- Sri Lanka – Ayudando a una escuela para niños con discapacidades
- Tanzania – Combatiendo a mutilación genital de mujeres y la discriminación de género
- Tailandia – Trabajando contra la deforestación
- Estados Unidos – Habitat for Humanity
- Venezuela – Mejoramiento y reconstrucciones de una escuela

## Relevancia histórica deMiss Mundo 2016
- Puerto Rico gana Miss Mundo por segunda vez desde 1975.
- República Dominicana obtiene la posición de primera finalista por segunda vez.
- Australia, Brasil, China, Filipinas, Francia e Indonesia repiten clasificación a semifinales.
- Australia, Filipinas e Indonesia clasifican por sexto año consecutivo.
- Brasil clasifica por quinto año consecutivo.
- China clasifica por tercer año consecutivo.
- Francia clasifica por segundo año consecutivo.
- Estados Unidos, Ghana, Hungría, India, Kenia, República Dominicana y Tailandia clasificaron por última vez en 2014.
- Bélgica y Eslovaquia clasificaron por última vez en 2013.
- Puerto Rico clasificó por última vez en 2012.
- Corea del Sur y Japón clasificaron por última vez en 2011.
- Mongolia clasificó por última vez en 2010.
- Islas Cook clasifica por primera vez a semifinales.
- Países Bajos rompe una racha de clasificaciones que mantenía desde 2012.

### Otros datos significativos
- Estados Unidos fue sede por segunda vez, la primera fue en 1991.
- En esta edición no se realizó el segmento Danzas del Mundo, por lo que las delegadas ya no necesitaron presentarse obligatoriamente en trajes nacionales, a menos que fuese parte del concurso de talentos.[6]
- Indonesia gana el segmento Belleza con Propósito por segundo año consecutivo.

## Candidatas
117 candidatas compitieron en el certamen:
(En la tabla se utiliza su nombre completo, los sobrenombres van entrecomillados y los apellidos utilizados como nombre artístico, entre paréntesis; fuera de ella se utilizan sus nombres «artísticos» o simplificados)
| País/Territorio                      | Candidata                                 | Edad | Residencia              |
| ------------------------------------ | ----------------------------------------- | ---- | ----------------------- |
| Albania                              | Ëndrra Kovaçi                             | 21   | Tirana                  |
| Alemania                             | Selina Kriechbaum                         | 21   | Fráncfort del Meno      |
| Antigua y Barbuda                    | Latisha Greene                            | 24   | Saint John              |
| Argentina                            | Camila Macías Carusillo                   | 19   | Saturnino María Laspiur |
| Aruba                                | Lynette Fatima Agrela Do Nascimento       | 23   | Oranjestad              |
| Australia                            | Madeline Cowe                             | 23   | Tully                   |
| Austria                              | Dragana Stanković                         | 20   | Traiskirchen            |
| Bahamas                              | Ashley Bettina Hamilton                   | 24   | Isla Larga              |
| Bélgica                              | Lenty Frans                               | 22   | Amberes                 |
| Belice                               | Iris Carmen Salguero                      | 20   | Belmopán                |
| Bielorrusia                          | Polina Borodacheva                        | 23   | Minsk                   |
| Bolivia                              | Leyda Lourdes Suárez Aldana               | 20   | Tarija                  |
| Bosnia y Herzegovina                 | Halida Krajšnik                           | 19   | Živinice                |
| Botsuana                             | Thata Kenosi                              | 21   | Gaborone                |
| Brasil                               | Beatrice Bezerra da Fontoura              | 26   | Goiânia                 |
| Bulgaria                             | Galina Asenova Mihaylova                  | 26   | Sofía                   |
| Canadá                               | Anastasia Lin (Lin Yefan)                 | 26   | Toronto                 |
| Chile                                | Antonia Cristal Figueroa Alvarado         | 21   | Coquimbo                |
| China                                | Kong Jing                                 | 21   | Beijing                 |
| Chipre                               | María Morarou                             | 23   | Nicosia                 |
| Colombia                             | Shirley Viviana Atertóhua Ríos            | 23   | Medellín                |
| Corea del Sur                        | Myriam Hyun Wang                          | 21   | Seúl                    |
| Costa de Marfil                      | Esther Emmanuelle Memel                   | 20   | Yamusukro               |
| Costa Rica                           | Jéssica Melania González Monge            | 25   | San José                |
| Croacia                              | Angélica Zacchigna                        | 22   | Pazin                   |
| Curazao                              | Sabrina Namias de Crasto                  | 20   | Willemstad              |
| Dinamarca                            | Helena Heuser                             | 20   | Søborg                  |
| Ecuador                              | Mirka Paola Cabrera Mazzini               | 22   | Machala                 |
| Egipto                               | Nadeen Osama El Sayed                     | 18   | El Cairo                |
| El Salvador                          | Ana Miriam Cortez Durán                   | 21   | San Salvador            |
| Escocia                              | Lucy Kerr                                 | 19   | Bearsden                |
| Eslovaquia                           | Kristína Činčurová                        | 19   | Lučenec                 |
| Eslovenia                            | Maja Taradi                               | 26   | Liubliana               |
| España                               | Raquel Tejedor Meléndez                   | 20   | Zaragoza                |
| Estados Unidos                       | Audra Diane Mari                          | 22   | Fargo                   |
| Filipinas                            | Catriona Elisa Magnayon Gray              | 22   | Manila                  |
| Finlandia                            | Heta Sallinen                             | 21   | Turku                   |
| Fiyi                                 | Pooja Priyanka                            | 25   | Ba                      |
| Francia                              | Morgane Edvige                            | 20   | Le François             |
| Gales                                | Ffion Georgina Moyle                      | 23   | Carmarthen              |
| Georgia                              | Viktoria Kocherovi                        | 21   | Tiflis                  |
| Ghana                                | Antoinette Delali Kemavor                 | 20   | Acra                    |
| Gibraltar                            | Kayley Mifsud                             | 24   | Gibraltar               |
| Guadalupe                            | Magalie Adelson                           | 23   | Basse-Terre             |
| Guam                                 | Phoebe Denight Palisoc                    | 18   | Tamuning                |
| Guatemala                            | Melanie Jeanett Espina Luna               | 23   | Ciudad de Guatemala     |
| Guinea                               | Safiatou Baldé                            | 21   | Conakri                 |
| Guinea-Bisáu                         | Sandra Marisa Araújo Monteiro             | 19   | Bisáu                   |
| Guinea Ecuatorial                    | Anunciación Ongueme Esono                 | 21   | Micomiseng              |
| Guyana                               | Nuriyyih Kamal Gerrard                    | 25   | Georgetown              |
| Haití                                | Suzana Sampeur                            | 21   | Puerto Príncipe         |
| Honduras                             | Kerelyne Isell Campigotti Webster         | 18   | El Progreso             |
| Hungría                              | Tímea Gelencsér                           | 22   | Budapest                |
| India                                | Priyadarshini Chatterjee                  | 20   | Guwahati                |
| Indonesia                            | Natasha Mannuela Halim                    | 22   | Isla de Bangka          |
| Inglaterra                           | Elizabeth Grant Joyce                     | 20   | Preston                 |
| Irlanda                              | Niamh Kennedy                             | 21   | Tipperary               |
| Irlanda del Norte                    | Emma Carswell                             | 21   | Belfast                 |
| Islandia                             | Anna Lára Sigurðardóttir Orłowska         | 22   | Reikiavik               |
| Islas Caimán                         | Monyque Roshel Brooks                     | 24   | West Bay                |
| Islas Cook                           | Natalia Asinata Simahite Short            | 22   | Avarua                  |
| Islas Vírgenes Británicas            | Nakisha Kadia Turnbull                    | 25   | Road Town               |
| Islas Vírgenes de los Estados Unidos | Kyrelle Thomas                            | 18   | Charlotte Amalie        |
| Israel                               | Karin Alia                                | 18   | Tel Aviv                |
| Italia                               | Giada Tropea                              | 18   | Lamezia Terme           |
| Jamaica                              | Ashlie Victoria White Barrett             | 21   | Kingston                |
| Japón                                | Priyanka Yoshikawa                        | 22   | Tokio                   |
| Kazajistán                           | Alia Mergenbaeva                          | 18   | Aktau                   |
| Kenia                                | Evelyn Njambi Thungu                      | 22   | Nairobi                 |
| Kirguistán                           | Perizat Rasulbek-Kyzy                     | 18   | Biskek                  |
| Lesoto                               | Rethabile Anacletta T'sosane              | 21   | Maseru                  |
| Letonia                              | Linda Kinca                               | 18   | Ķekava                  |
| Líbano                               | Sandy Tabet                               | 21   | Beirut                  |
| Malasia                              | Tatiana Nandha Kumar Muntaner             | 18   | Kuala Lumpur            |
| Malta                                | Anthea Zammit                             | 22   | Żebbuġ                  |
| Mauricio                             | Véronique Allas                           | 20   | Port Louis              |
| México                               | Ana Girault Contreras                     | 25   | Ciudad de México        |
| Moldavia                             | Daniela Marin                             | 18   | Leova                   |
| Mongolia                             | Bayartsetseg Altangerel                   | 25   | Ulán Bator              |
| Montenegro                           | Katarina Keković                          | 22   | Podgorica               |
| Birmania                             | Myat Thiri Lwin (Bella Victor)            | 18   | Naipyidó                |
| Nepal                                | Asmi Shrestha                             | 23   | Tandi                   |
| Nicaragua                            | María Laura Ramírez Castillo              | 19   | Masaya                  |
| Nigeria                              | Deborah «Debbie» Chinah Ugochukwu Collins | 24   | Lagos                   |
| Nueva Zelanda                        | Karla De Beer                             | 23   | Auckland                |
| Países Bajos                         | Rachelle Reijnders                        | 24   | Wageningen              |
| Panamá                               | Alessandra Camila Bueno Fontaine          | 25   | Panamá                  |
| Paraguay                             | Simone Patricia Freitag Krutzman          | 21   | Ciudad del Este         |
| Perú                                 | Pierina Sue Wong Mori                     | 25   | Lambayeque              |
| Polonia                              | Kaja Klimkiewicz                          | 19   | Glinojeck               |
| Portugal                             | Cristiana Sofia Viana Ferreira            | 19   | Valbom                  |
| Puerto Rico                          | Stephanie Del Valle Díaz                  | 19   | San Juan                |
| República Checa                      | Natálie Kotková                           | 22   | Praga                   |
| República Democrática del Congo      | Andréa Moloto                             | 25   | Kinshasa                |
| República Dominicana                 | Yaritza Miguelina Reyes Ramírez           | 23   | Santo Domingo           |
| Ruanda                               | Jolly Mutesi                              | 20   | Kigali                  |
| Rumania                              | Diana Codruta Dinu                        | 26   | Bucarest                |
| Rusia                                | Yana Denisovna Dobrovolskaya              | 18   | Tyumen                  |
| Santa Lucía                          | La Toya Moffat                            | 23   | Castries                |
| Serbia                               | Katarina Šulkić                           | 18   | Belgrado                |
| Seychelles                           | Rupert Payet Christine Barbier            | 24   | Victoria                |
| Sierra Leona                         | Aminata Adialin Bangura                   | 22   | Port Loko               |
| Singapur                             | Bhaama Padmanathan                        | 24   | Singapur                |
| Sri Lanka                            | Amritaa De Silva                          | 23   | Colombo                 |
| Sudáfrica                            | Ntandoyenkosi «Ntando» Kunene             | 24   | Nelspruit               |
| Sudán del Sur                        | Ajak Dau Deng (Akuany Ayuen Jongkuch)     | 22   | Yuba                    |
| Suecia                               | Emma Strandberg Winkel                    | 20   | Estocolmo               |
| Tailandia                            | Jinnita Buddee                            | 23   | Bangkok                 |
| Tanzania                             | Diana Edward Lukumai                      | 18   | Dodoma                  |
| Trinidad y Tobago                    | Daniella Olivia Marie Walcott             | 25   | Puerto España           |
| Túnez                                | Meriem Hammami                            | 24   | Béja                    |
| Turquía                              | Buse Iskenderoğlu                         | 19   | Ankara                  |
| Ucrania                              | Oleksandra Kucherenko                     | 19   | Dnipropetrovsk          |
| Uganda                               | Leah Kagasa                               | 21   | Kampala                 |
| Uruguay                              | María Romina Trotto Morales               | 19   | Montevideo              |
| Venezuela                            | Diana Macarena Croce García               | 19   | Caracas                 |
| Vietnam                              | Trương Thị Diệu Ngọc                      | 26   | Da Nang                 |

### Designaciones
- Selina Kriechbaum (Alemania) fue designada por la organización Miss Deutschland, franquicia que está a cargo de enviar delegadas alemanas a Miss Mundo, ya que el concurso nacional estuvo programado para el mes de noviembre.
- Latisha Greene (Antigua y Barbuda) fue seleccionada por la directiva de su país para representar a su nación tras ocho años de ausencia en el certamen.
- Melania González (Costa Rica) fue designada por los directores de la franquicia Reinas de Costa Rica, para ser partícipe en este certamen.
- Ana Cortez (El Salvador) fue designada para representar a su país mediante la empresa Telecorporación Salvadoreña, franquicia tenedora de dicha nación.
- Viktoria Kocherovi (Georgia) fue designada por la agencia IC Model Management, tras terminar como segunda finalista en el certamen nacional de 2015, al no llevarse a cabo el concurso durante este año en dicho país.
- Kadia Turnbull (Islas Vírgenes Británicas) fue elegida por Damion Grange, quien es el director nacional de la organización tenedora de la franquicia en dicha nación, tras no llevarse a cabo el certamen nacional.
- Kyrelle Thomas (Islas Vírgenes de los EE. UU.) fue designada por Cnydee Frontal, quien es directora de la franquicia tenedora de dicho país, para participar en esta edición de Miss Mundo.
- Bayartsetseg Altangerel (Mongolia) fue designada mediante la organización llamada Asian Future Group, cuya franquicia es la tenedora para este certamen.
- Katarina Keković (Montenegro) primera finalista del certamen nacional de 2015, iría a formar parte en Miss Universo 2016 pero fue designada para participar en Miss Mundo, ya que el certamen local se pospuso para llevarse a cabo a finales de octubre.
- Debbie Collins (Nigeria) fue designada por Most Beautiful Girl in Nigeria, franquicia tenedora de dicho país, tras terminar como primera finalista en el certamen nacional de 2015, a causa de no realizarse el concurso nacional este año.
- Rachelle Reijnders (Países Bajos) fue designada por Katia Maes, quien es la directora de la nueva franquicia en dicha nación.
- Alessandra Bueno (Panamá) fue designada por Edwin Domínguez, quien es el director de la franquicia en dicho país, debido a que la organización contaba con poco tiempo para realizar el certamen nacional durante este año.
- Diana Dinu (Rumania) fue designada por Ernest Adriano Böhm, quien es director de ExclusivEvent, cuya empresa tiene la franquicia de Miss Mundo en dicho país.
- Bhamaa Padmanathan (Singapur) fue designada por Inès Ligron, quien es la nueva directora nacional de la franquicia de dicho país.
- Meriem Hammemi (Túnez) fue designada por Aida Antar, quien es la directora de la franquicia de dicho país, tras terminar como segunda finalista en el certamen nacional de 2015, debido a que el concurso local se pospuso para diciembre de este año.
- Daniella Walcott (Trinidad y Tobago) fue designada por Vanessa Sahatoo-Manoo, quien es directora de la franquicia tenedora de dicho país, para participar en esta edición de Miss Mundo, tras haber terminado como primera finalista en el certamen nacional del año 2015.
- Diana Croce (Venezuela) fue designada por Osmel Sousa, quien es el presidente de la Organización Miss Venezuela, luego de que el Miss Venezuela Mundo 2016 fuera cancelado debido a la crisis económica que atraviesa el país. Diana se posicionó como primera finalista en Miss Venezuela 2016.

### Suplencias
- Elena Roca (Argentina) fue despojada del título nacional tras reiterados incumplimientos a las obligaciones estipuladas en su contrato con la organización Miss Mundo Argentina; dicha entidad designó a Camila Macías como su suplente, tras terminar como primera finalista en el concurso nacional.
- Nashaira Balentien (Curazao) no concursó por motivos personales, por lo que Sabrina de Crasto tomó su lugar en el concurso tras terminar como segunda finalista en el certamen nacional.
- Iris Mittenaere (Francia), quien ostentaba el título nacional en ese entonces no pudo competir en Miss Mundo, debido a conflicto de fechas que tuvo con el certamen de su país al deber estar presente en la entrega de la corona a su sucesora; Morgane Edvige, primera finalista del certamen nacional, tomó su lugar en este evento.
- Roshanara Ebrahim (Kenia) fue despojada de su título perdiendo el derecho de representar a dicho país en Miss Mundo por el incumplimiento de sus deberes como reina titular, por lo que la organización nacional designó a Evelyn Njambi como su suplente, tras terminar como primera finalista en el certamen nacional.
- Kiki Mokhahlane (Lesoto) desertó de participar en el certamen para continuar con sus estudios universitarios; Rethabile T'sosane, quien fuese la primera finalista en el certamen nacional tomó su lugar.

### Abandonos
- Julie Nguimfack (Camerún) no concursó en el certamen debido a problemas de visado para ingresar a Estados Unidos.
- A pesar de haber sido confirmadas en algún momento Soliyana Assefa (Etiopía) y Samantha Todivelou (Madagascar) no se presentaron a la convocatoria, por lo que fueron eliminadas de la nómina de las participantes de la página oficial de Miss Mundo.

## Datos acerca de las delegadas
Algunas de las delegadas del Miss Mundo 2016 han participado, o participarán, en otros certámenes internacionales de importancia:
- Lynette Do Nascimento (Aruba) fue tercera finalista en Miss Teenager Universe 2010 y ganó Miss Teen International 2010.
- Diana Croce (Venezuela) participó sin éxito en Elite Model Look International 2012, y fue segunda finalista en Miss Internacional 2017 en Japón.
- Yaritza Reyes (República Dominicana) fue virreina en Reina Hispanoamericana 2013 y semifinalista en Miss Universo 2013.
- Melania González (Costa Rica) participó sin éxito en Miss Continentes Unidos 2014, Reinado Internacional del Café 2015 y Miss Internacional 2015.
- Bayartsetseg Altangerel (Mongolia) participó sin éxito en Miss Internacional 2014 y fue semifinalista en Miss Tierra 2015.
- Diana Dinu (Rumania) participó sin éxito en Miss Globe Internacional 2014.
- Selina Kriechbaum (Alemania) fue semifinalista en Top Model of the World 2015 representando al Mar Báltico y participó en Reinado Internacional del Café 2016 junto con Laura Ramírez (Nicaragua), ambas sin éxito.
- Pooja Priyanka (Fiyi) participó sin éxito en Miss Universal Peace and Humanity 2015, representando a Australia.
- Debbie Collins (Nigeria) participó sin éxito en Miss Universo 2015.
- Karla De Beer (Nueva Zelanda) participó sin éxito en Miss Tourism Queen International 2015.
- Simone Freitag (Paraguay) participó sin éxito en Miss Freedom of the World 2015.
- La Toya Moffat (Santa Lucía) participó sin éxito en Miss Globe International 2015.
- Camila Macías (Argentina), Sabrina de Crasto (Curazao) y Romina Trotto (Uruguay) participaron sin éxito en Reina Hispanoamericana 2016.
- Suzana Sampeur (Haití) fue tercera finalista en Reina Mundial del Banano 2016.
- Kerelyne Campigotti (Honduras) fue virreina en Reinado Internacional del Café 2017.
- Monyque Brooks (Islas Caimán) y Ntando Kunene (Sudáfrica) concursaron sin éxito en Miss Universo 2016.
- Catriona Gray (Filipinas) participó y se coronó cómo  Miss Universo 2018
- Antonia Figueroa (Chile) participó sin éxito en Miss Universo 2021 y fue semifinalista en Miss Tierra 2018.

Algunas de las delegadas nacieron o viven en otro país al que representarán, o bien, tienen un origen étnico distinto:
- Alessandra Bueno (Panamá) tienes padres brasileños y posee nacionalidad brasileña y panameña.
- Lynette Do Nascimento (Aruba) tiene ascendencia portuguesa.
- Dragana Stankovic (Austria) tiene ascendencia serbia.
- Anastasia Lin (Canadá) nació y fue criada en China hasta los trece años.
- Miriam Wang (Corea del Sur), Bayartsetseg Altangerel (Mongolia), Stephanie del Valle (Puerto Rico) y La Toya Moffat (Santa Lucía) radican en Estados Unidos.
- Angélica Zacchigna (Croacia) radica en Italia.
- Sabrina de Crasto (Curazao) tiene ascendencia sefardí.
- Mirka Cabrera (Ecuador) y Diana Croce (Venezuela) tienen ascendencia italiana.
- Audra Mari (Estados Unidos) tiene ascendencia filipina por el lado paterno.
- Catriona Gray (Filipinas) nació en Australia, de padre australiano y madre filipina, posee ambas nacionalidades.
- Pooja Priyanka (Fiyi) tiene ascendencia india, radica en Australia y posee nacionalidad australiana y fiyiana.
- Anna Lára Orłowska (Islandia) tiene ascendencia polaca.
- Priyanka Yoshikawa (Japón) tiene ascendencia india por el lado paterno.
- Tatiana Kumar (Malasia) y Ana Girault (México) tienen ascendencia francesa.
- Debbie Collins (Nigeria) radica en Sudáfrica.
- Karla De Beer (Nueva Zelanda) nació en Sudáfrica y tiene ascendencia neerlandesa.
- Simone Freitag (Paraguay) tiene ascendencia alemana.
- Pierina Wong (Perú) tiene ascendencia china y japonesa.
- Katarina Šulkić (Serbia) nació en Kosovo.
- Bhaama Padmanathan (Singapur) tiene ascendencia india.
- Diana Croce (Venezuela) tiene ascendencia italiana.
- Romina Trotto (Uruguay) tiene ascendencia italiana y radica en Bolivia.

Otros datos significativos de algunas delegadas:
- La candidata más alta fue Elizabeth Grant (Inglaterra) con 1,88 m (6′ 2″), mientras que la candidata más baja fue Kayley Mifsud (Gibraltar) que cuenta con 1,66 m (5′ 5″) de estatura.
- Las candidatas de mayor edad fueron Beatrice Fontoura (Brasil), Galina Mihaylova (Bulgaria), Anastasia Lin (Canadá), Maja Taradi (Eslovenia), Diana Dinu (Rumania) y Trương Thị Diệu Ngọc (Vietnam), todas con 26 años; mientras que las candidatas de menor edad fueron Phoebe Denight Palisoc (Guam) y Daniela Marin (Moldavia), ambas con 18 años de edad.
- Beatrice Fontoura (Brasil) es modelo profesional y participó del reality A Model Life del canal TLC en 2007.
- Galina Mihaylova (Bulgaria) es tenista profesional, y es hermana de Kaloyan Mihaylov quien también es tenista y representó al país en Míster Mundo 2016 sin éxito.
- Anastasia Lin (Canadá) iría a participar en Miss Mundo 2015, pero se retiró en forma forzada de la competencia luego de que le fue negada la carta de invitación del gobierno chino, que era necesario para adquirir una visa, tras su declaración acerca de los abusos de los derechos humanos en China.
- Ana Cortez (El Salvador) es una reconocida presentadora de televisión y locutora de radio.
- Priyadarshini Chatterjee (India) nació en forma prematura y sufre de anemia, por lo que ha estado varias veces hospitalizada, y se ha sometido a muchas cirugías para mejorar su salud.[8]
- Anthea Zammit (Malta) fue finalista en el Festival de Eurovisión de Jóvenes Bailarines 2015.
- Bayartsetseg Altangerel (Mongolia) es actriz en Hollywood.
- Diana Dinu (Rumania) fue sobreviviente en un accidente automovilístico en el 2015, mientras que otras cuatro personas fallecieron en el mismo suceso.[9]
- Daniella Walcott (Trinidad y Tobago) es hermana de Magdalene Walcott, quien fue semifinalista en Miss Mundo 2003 y Miss Universo 2005. Igualmente, es prima de Gabrielle Walcott, quien participó en Miss Mundo 2008 posicionándose como segunda finalista y en Miss Universo 2011 sin lograr figuración.
- Romina Trotto (Uruguay) es modelo profesional y trabaja para la agencia Elite Model Look.
- Diana Croce (Venezuela) es modelo profesional desde temprana edad y ha modelado en la Semana de la Moda de Nueva York.

## Sobre los países en Miss Mundo 2016

### Naciones debutantes
- Ruanda concursó por primera vez en el certamen.

### Naciones ausentes
(en relación a la edición anterior)
- Namibia: la directiva de Miss Namibia, encabezado por Conny Maritz, decidió no enviar a Lizelle Esterhuizen a este certamen, a pesar de ser la actual reina titular.
- Zimbabue no participó en esta edición, ya que los directores de la franquicia nacional canceló el evento por no conseguir suficientes participantes locales que cumplan con los estándares de la organización para competir en el certemen de dicho país.[10]
- A pesar de elegir concursante, Camerún y  Etiopía no concursaron en esta edición.
- Bermudas,  Gabón,  Macedonia, Noruega, Samoa, San Cristóbal y Nieves y Zambia tampoco participaron en esta edición.

### Naciones que regresan a la competencia
- Islas Cook que participó por última vez en 1990.
- Antigua y Barbuda y República Democrática del Congo que participaron por última vez en 2008.
- Santa Lucía que participó por última vez en 2010.
- Islas Caimán que participó por última vez en 2011.
- Sierra Leona que participó por última vez en 2012.
- Guinea-Bisáu que participó por última vez en 2013.
- Bielorrusia, Canadá, Egipto, Ghana, Guinea Ecuatorial e Israel que participaron por última vez en 2014.